# Uwe Schulz (Politiker)
Uwe Schulz (* 12. Dezember 1961 in Gießen) ist ein deutscher Politiker der Alternative für Deutschland (AfD). Seit 2017 ist er Mitglied des Deutschen Bundestags.

## Leben
Schulz wuchs in Watzenborn-Steinberg auf. Nach seinem Abitur im Jahr 1981 begann er 1982 ein Jurastudium, das er 1988 ohne Abschluss abbrach. Er arbeitete anschließend als Management-Trainee bei Avis in Frankfurt am Main, Auftragsabwickler bei Ikea in Schweden und als Kundenbetreuer bei der Telekom in Nürnberg, Berlin und Erfurt. Acht Jahre wirkte Schulz als Telekom-Niederlassungsleiter in Erfurt-Leipzig.
Schulz ist seit 1998 verheiratet.

## Politik
Von 1982 bis 1995 war Schulz Mitglied der Christlich Demokratischen Union Deutschlands (CDU) und der Jungen Union (JU). Er war Mitglied im Vorstand der CDU Pohlheim und der JU Pohlheim.
Seit Sommer 2013 ist er Mitglied der Alternative für Deutschland (AfD), in der er seit 2014 den Kreisverband Gießen leitet. Sein Vorgänger als Kreisvorsitzender und Gründer des Gießener AfD-Kreisverbandes trat wegen Schulz’ „Hetze auf geschmacklose Art gegen die Hessische Erstaufnahmeeinrichtung für Flüchtlinge in Gießen und eben Ausländer“ aus der Partei aus. 2015 unterzeichnete Schulz die Erfurter Resolution.
Am 24. September 2017 gelang ihm über den Listenplatz 3 der Landesliste seiner Partei der Einzug als Abgeordneter in den Bundestag. Dabei erhielt er in seinem Wahlkreis Gießen 18.918 Erststimmen (11,5 %) bei 20.358 Zweitstimmen für die AfD (12,4 %). Sein ehemaliger Parteifreund Helge Braun wurde in Schulz’ Wahlkreis mit 57.610 Erststimmen direkt in den Bundestag gewählt. Uwe Schulz war im 19. Deutschen Bundestag ordentliches Mitglied im Ausschuss Digitale Agenda sowie in der Enquete-Kommission „Berufliche Bildung“. Zudem gehörte er als stellvertretendes Mitglied dem Ausschuss für Verkehr und digitale Infrastruktur an.
Auf dem virtuellen Landesparteitag der AfD am 6. Februar 2021 errang Schulz erneut den dritten Listenplatz der Landesliste für die Bundestagswahl 2021, über welchen er bei der Wahl im September 2021 schließlich auch wieder erneut in den Bundestag einzog.
2024 wurde er auf dem hessischen Landesparteitag auf Listenplatz 2. der Landesliste für die Bundestagswahl 2025 gewählt, er zog auch in den 21. Bundestag ein.